# Haapajärven tekojärvi
Haapajärven tekojärvi är en sjö i kommunen Brahestad i landskapet Norra Österbotten i Finland. Arean är 4,36 kvadratkilometer och strandlinjen är 26,2 kilometer lång. Sjön  ingår i Bottenvikens kustområde.   Den ligger omkring 59 kilometer sydväst om Uleåborg och omkring 490 kilometer norr om Helsingfors. 
I sjön finns öarna Saunasaari, Kaitasaari och Isonkankaansaari. Den avvattnas via Haapajoki till Bottenviken. Sjön ligger några kilometer söder om Brahestad.